# Elke Sehmisch
Elke Sehmisch   (Leipzig, 4 de maig de 1955) és una nedadora alemanya, ja retirada, especialista en estil lliure, que va competir durant les dècades de 1960 i 1970.
El 1972 va prendre part en els Jocs Olímpics d'Estiu de Múnic, on guanyà la medalla de plata en la prova dels 4x100 metres lliures del programa de natació. Formà equip amb Andrea Eife, Kornelia Ender i Gabriele Wetzko.
En el seu palmarès també destaquen dues medalles d'or al Campionat d'Europa de natació de 1970 disputat a Barcelona, així com tres campionats nacionals en els 4x100 metres lliures entre 1969 i 1973.
Un cop retirada es llicencià en psicologia.